# Pierre-Joseph Tardieu
Pour les articles homonymes, voir Tardieu (patronyme).
Pierre-Joseph Tardieu est un planeur en cuivre français à l'origine d'une dynastie de graveurs, parmi lesquels son cousin-germain, Jacques-Nicolas Tardieu.

## Biographie
Pierre-Joseph Tardieu est un artisan qui plane, dresse et polit les planches de cuivre utilisées en gravure.
Fils de Claude Tardieu, il a 5 enfants d'un premier lit avec Anne-Catherine Labdouche, et aurait eu 21 enfants du second lit avec Henriette Larchange.
Parmi ses 26 enfants, cinq deviennent graveurs : Jean-Baptiste-Pierre (1746-1816), Pierre-Alexandre (1756-1844), Antoine-François, dit Tardieu de l'Estrapade (1757-1822), Jean-Baptiste (1768-1837) issu du second lit, et Louis.